# Iglesia y Convento de los Dominicos (Santo Domingo)
La Iglesia y Convento de los Dominicos de la Ciudad Colonial de Santo Domingo en República Dominicana,  es la edificación católica más antigua en uso continuo de América. Hoy día forma parte del conjunto de la Ciudad Colonial, como Patrimonio de la Humanidad.

## Historia
La iglesia y el convento de los Dominicos es una de las edificaciones más antiguas del continente americano. Su construcción se inicia con la llegada de la orden de los Dominicos a Santo Domingo, alrededor de 1510.
Para 1517, el convento fue habitado por los frailes, aunque aún no estaba terminado. En 1530 la iglesia estaba en etapa de culminación, y entre los años 1531-1532, se da su inauguración oficial, con la presencia de los frailes Pedro de Córdoba, Reginaldo de Montesino, Bartolomé de las Casas y Antonio de Montesinos, este último, fue quien dijo el famoso Sermón de Adviento en 1511, y quien reprendiera a la corte de Diego Colón, por el maltrato a los indios, iniciándose así el llamado Derecho de Gentes, el cual se convirtió en una de las controversia principales del siglo XVI, generando así la primera polémica del Nuevo Mundo.

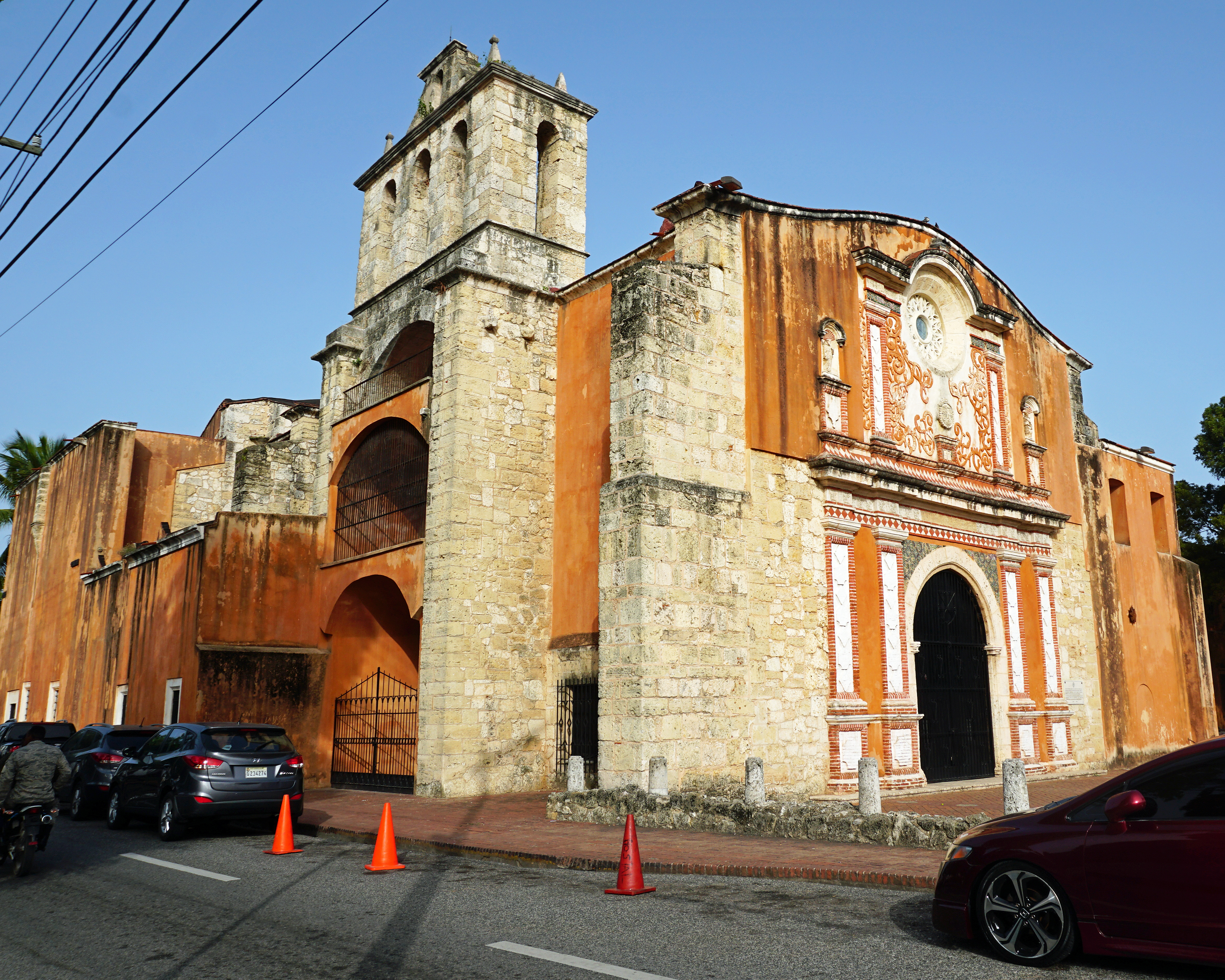
Vista de la Iglesia de los Dominicos desde la Calle Billini

En 1534 el convento comenzó sus clases, y en 1538 se transformó en la primera universidad de América, la cual fue llamada como Universidad de Santo Tomás de Aquino y tiempo después Universidad Primada de América, la cual hoy la conocemos como Universidad Autónoma de Santo Domingo (UASD). Esta se inició bajo el mandato de la Bula In Apostolatus Culmine, la cual fue bendecida por el papa Paulo III, también esta universidad contaba con la característica de la Universidad de Salamanca. 
Una de las principales especialidades de esta universidad era la Teología, de la cual surgieron grandes figuras importantes de la vida colonial de la época. En esta universidad se formaron grandes personalidades de las Antillas y Tierra Firme. Durante la década de 1540, la iglesia alcanzó una de sus máximas plenitud, en esta área de estudios y formación y capacitación universitaria.
La iglesia y convento cuenta con una bella portada, con mucho esplendor, ya que se destaca la arquitectura gótica, y gótico isabelino y barroco, el cual predominó mucho en las construcciones de la época, no solo en el país sino también en toda América. En el monumento se encuentran valiosas imágenes y estatuas, las cuales fueron obra de los hermanos sevillanos Jorge y Ajejo Fernández, y a la entrada de siglo XVI, contó con cinco retablos de uno de los pintores españoles más famosos de la época colonial, Juan Martínez Montañés. 

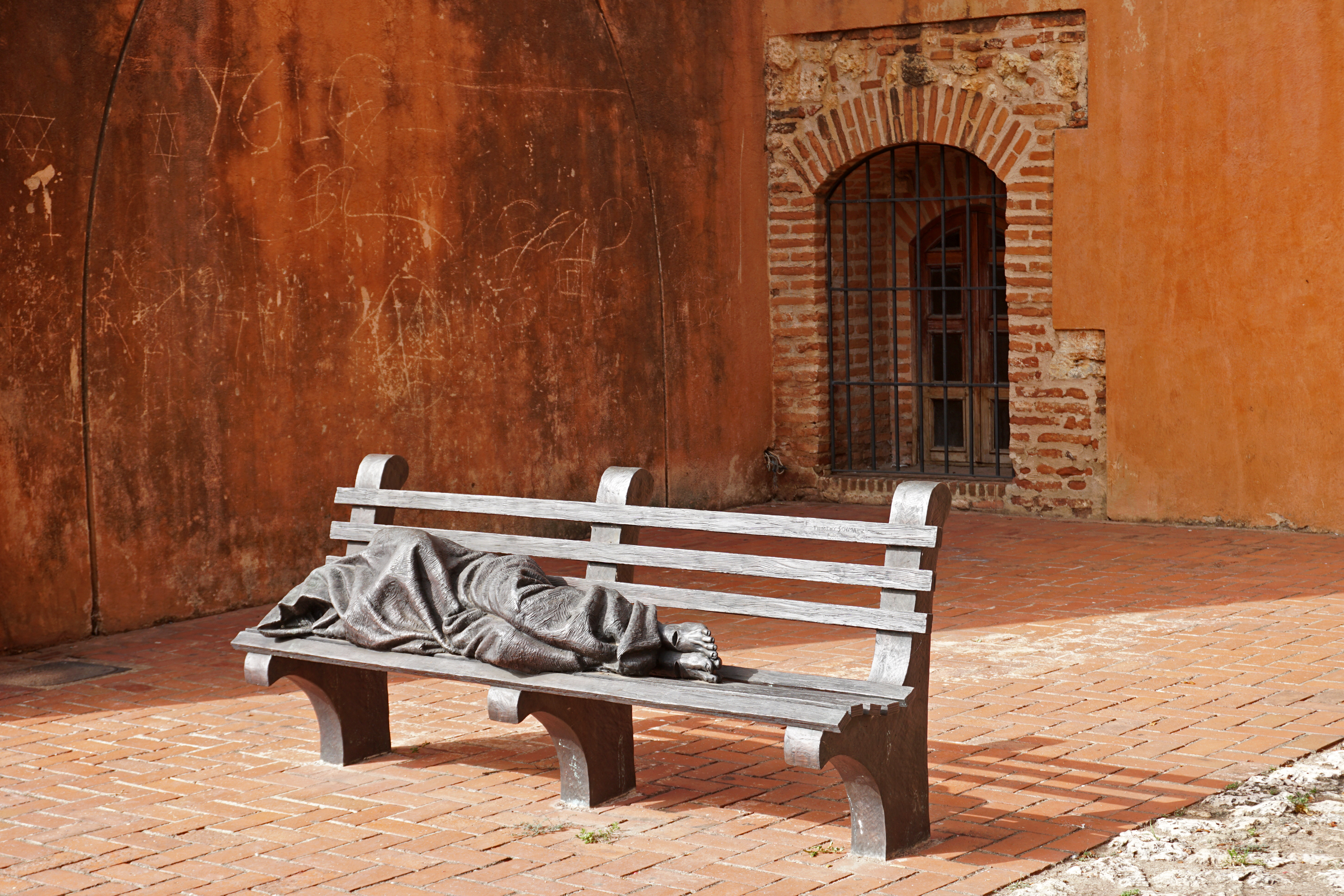
Réplica de la escultura "Jesús Desamparado" de Thimoty P. Schmalz ubicada enfrente del convento

Con el paso de los años, hasta nuestros días, la iglesia ha sufrido grandes modificaciones y daños severos a su arquitectura, una de esas fue en 1545 con el paso de un huracán, y durante el paso del pirata Francis Drake, fue la única edificación que no sufrió daño alguno, ya que el famoso pirata de la época respetaba los santuarios. Durante los años 1684 y 1673 se producen en la isla dos terremotos respectivamente, los cuales asotaron fuertemente a la isla, destruyendo su techo y sus edificaciones. En 1746 el edificio fue restaurado nuevamente, con una estructura diferente en cada una de sus fachadas, imponiendo así el estilo barroco. En 1825, la iglesia fue cerrada por el gobierno haitiano, aunque tiempo después fue albergue de varias órdenes religiosas y en 1954 los dominicos retornan al país y recuperan su antigua casa.
Dentro de la Iglesia se encuentra la Capilla de Nuestra Señora del Rosario, la cual fue construida en 1649. En esta capilla era venerada la Virgen del Rosario, la cual es la patrona de los dominicos. 
En las restauraciones del 1746, la capilla fue reconstruida por los nuevos propietarios de la capilla, la familia Campuzano Polanco, quienes reemplazaron la armadura de madera de la nave por la actual bóveda de cañón. Esta bóveda de la capilla fue decorada con los doce signo zodiacales alrededor del sol, y por eso también se le llama la capilla del Zodíaco. Además en la bóveda hay otros personajes como los dioses olímpicos que representan las cuatro estaciones. Esta capilla es única en América en su tipo y una de las tres bóvedas con representaciones astrológicas que existen en la actualidad en el mundo, junto a la Capilla de Salamanca y Río Seco.

## Ubicación

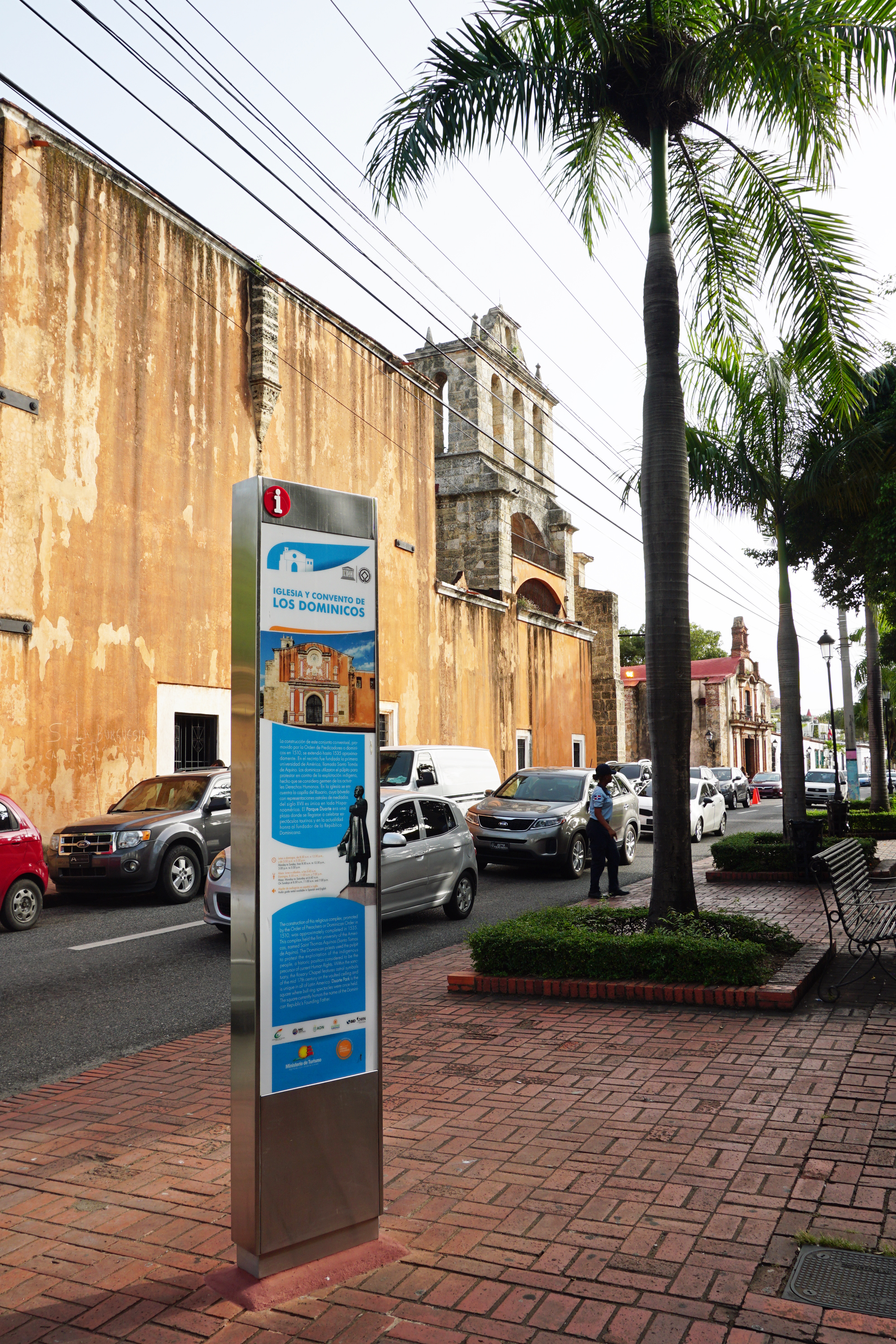
Tótem de información turística de la Iglesia y Convento de los Dominicos

La Iglesia y Convento de los Dominicos se encuentra ubicado en la calle Padre Billini, de la zona Colonial, de la ciudad de Santo Domingo de Guzmán, República Dominicana.

## Portal web oficial
En el 2012 fue creado el portal web oficial de la comunidad de dominicos de la República Dominicana. En la misma se encuentra a disposición del público la contemplación de una de las joyas arquitectónicas más destacadas de la ciudad colonial de Santo Domingo en la que hacemos un viaje por su historia.
- Convento de los Dominicos

## Galería

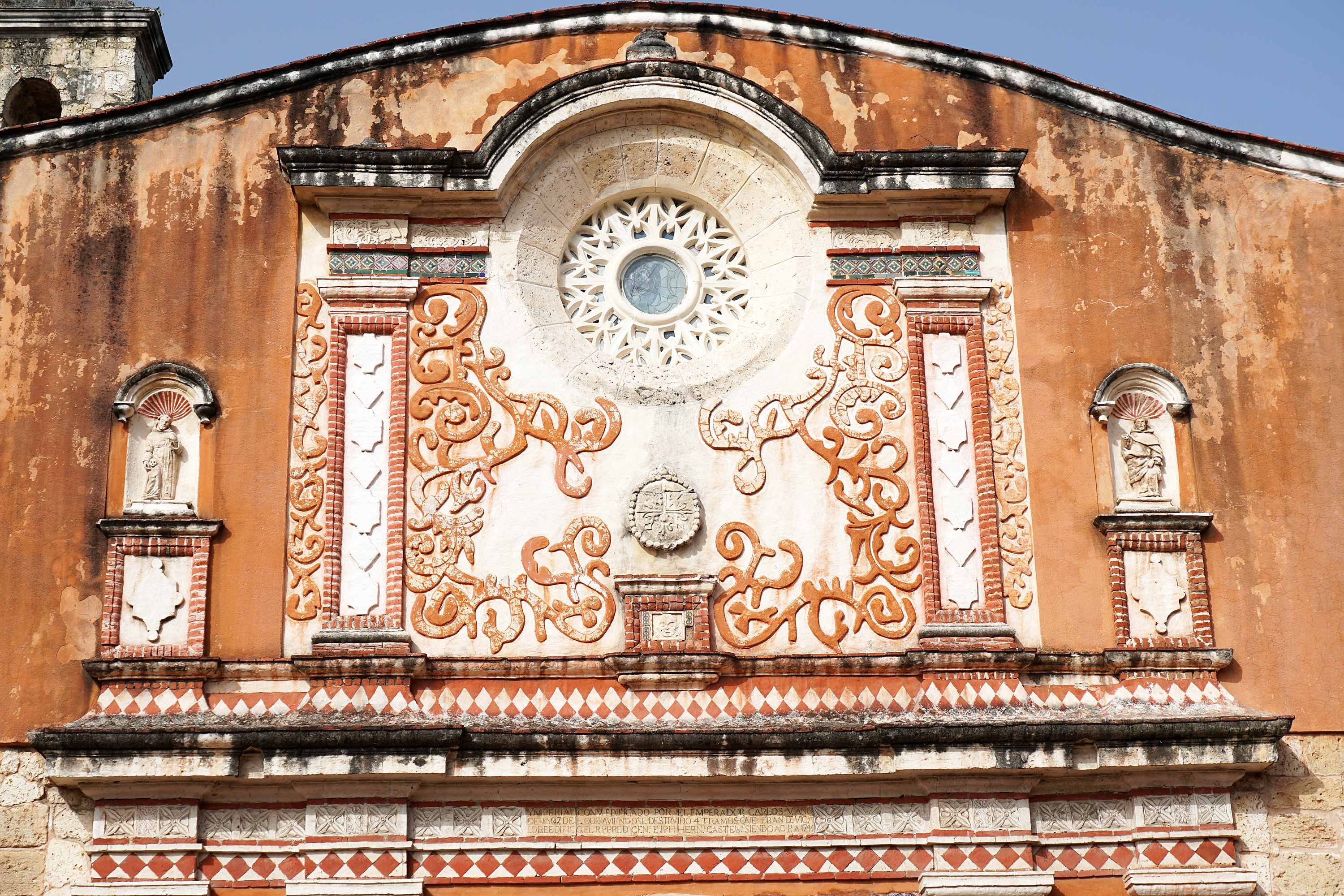
Detalle de la parte superior de la entrada principal de la iglesia
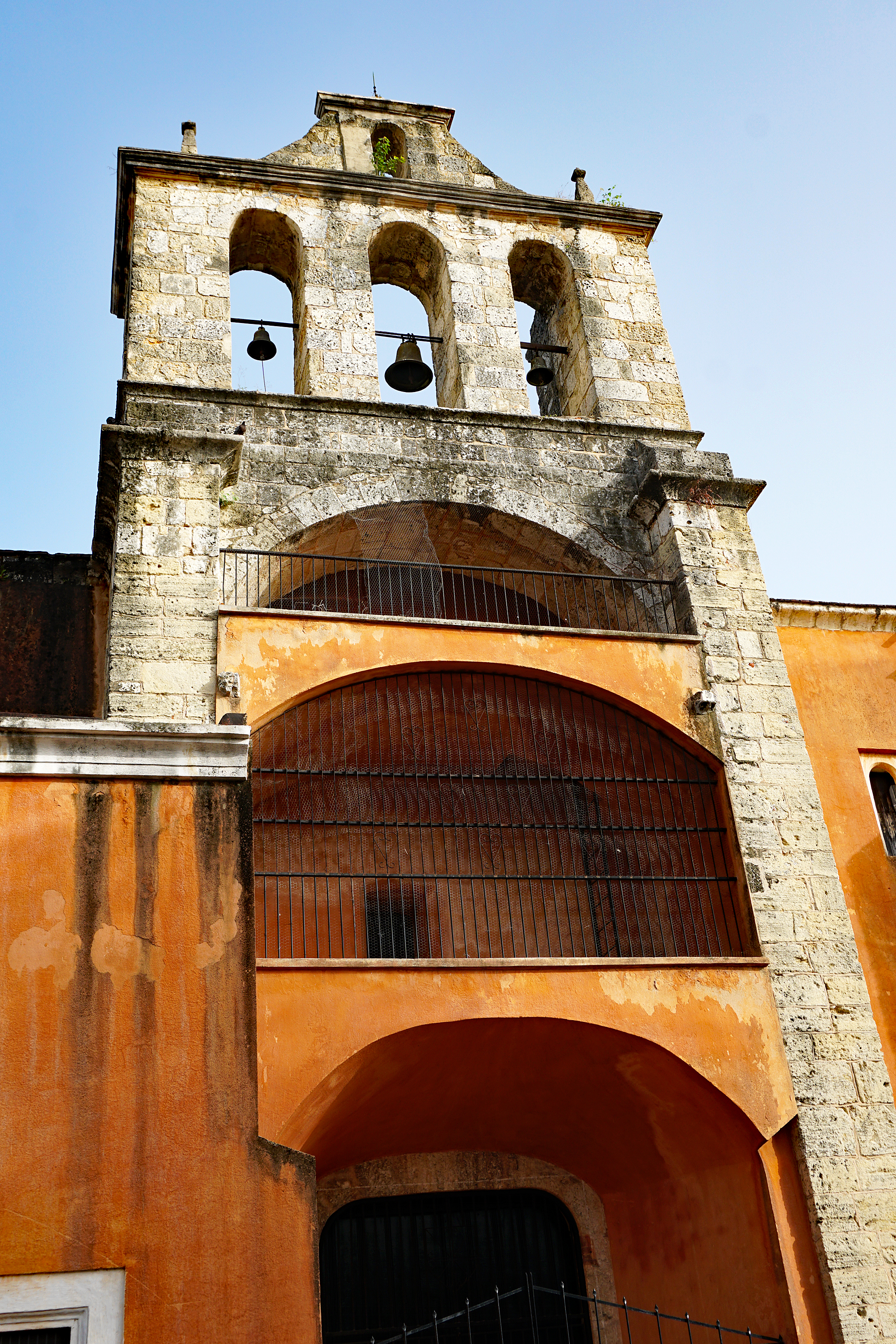
Campanario
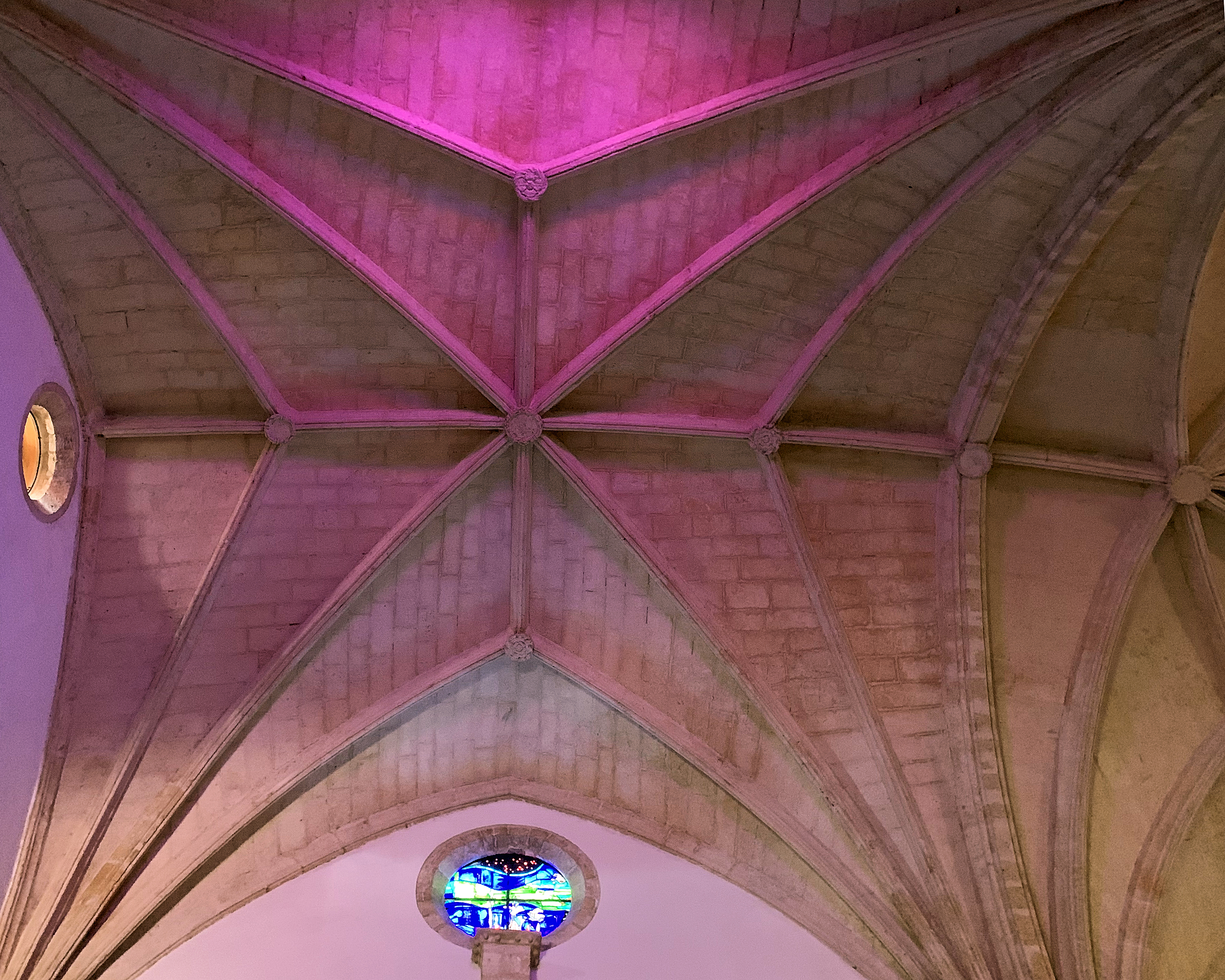
Bóveda de crucería de la iglesia
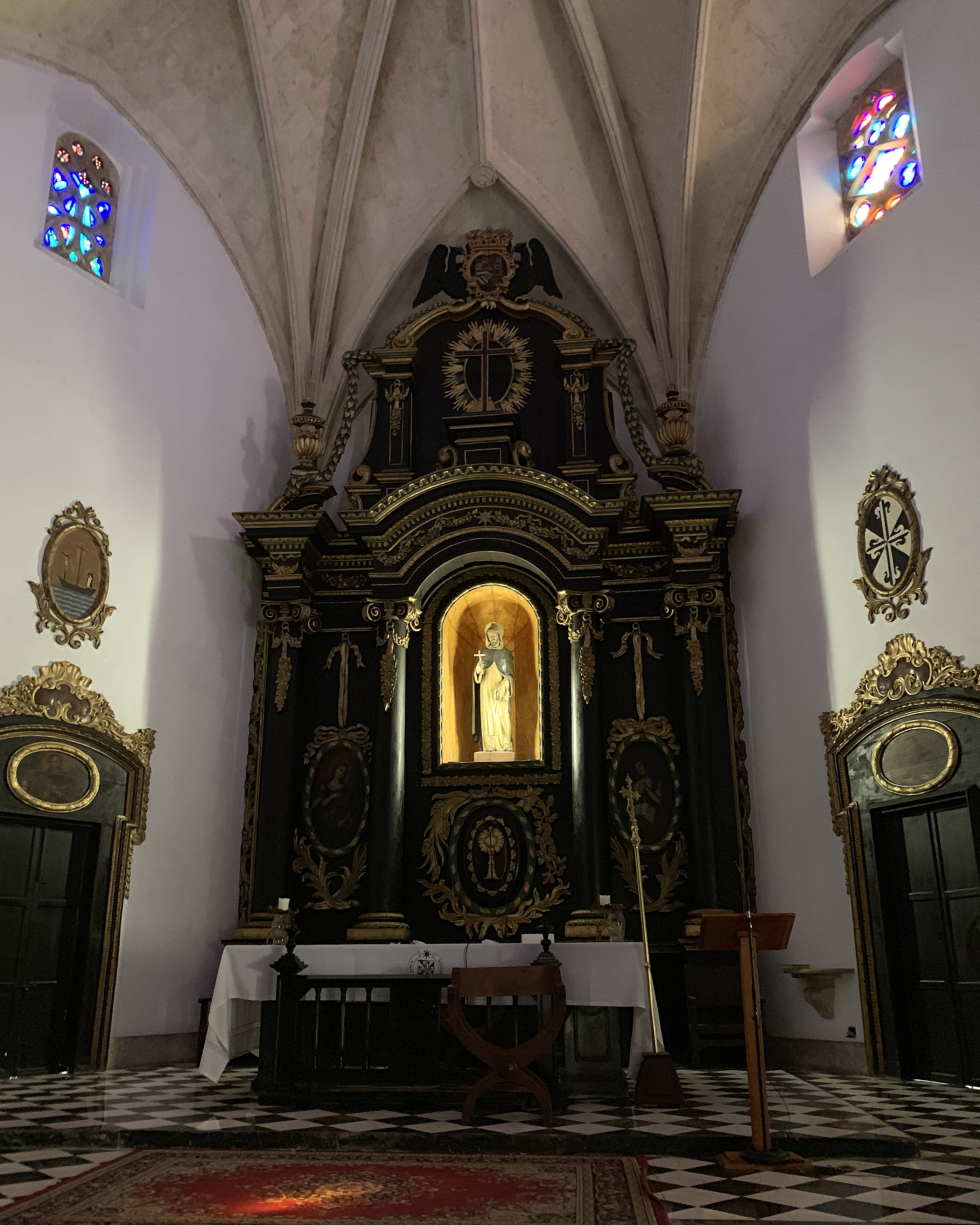
Altar principal
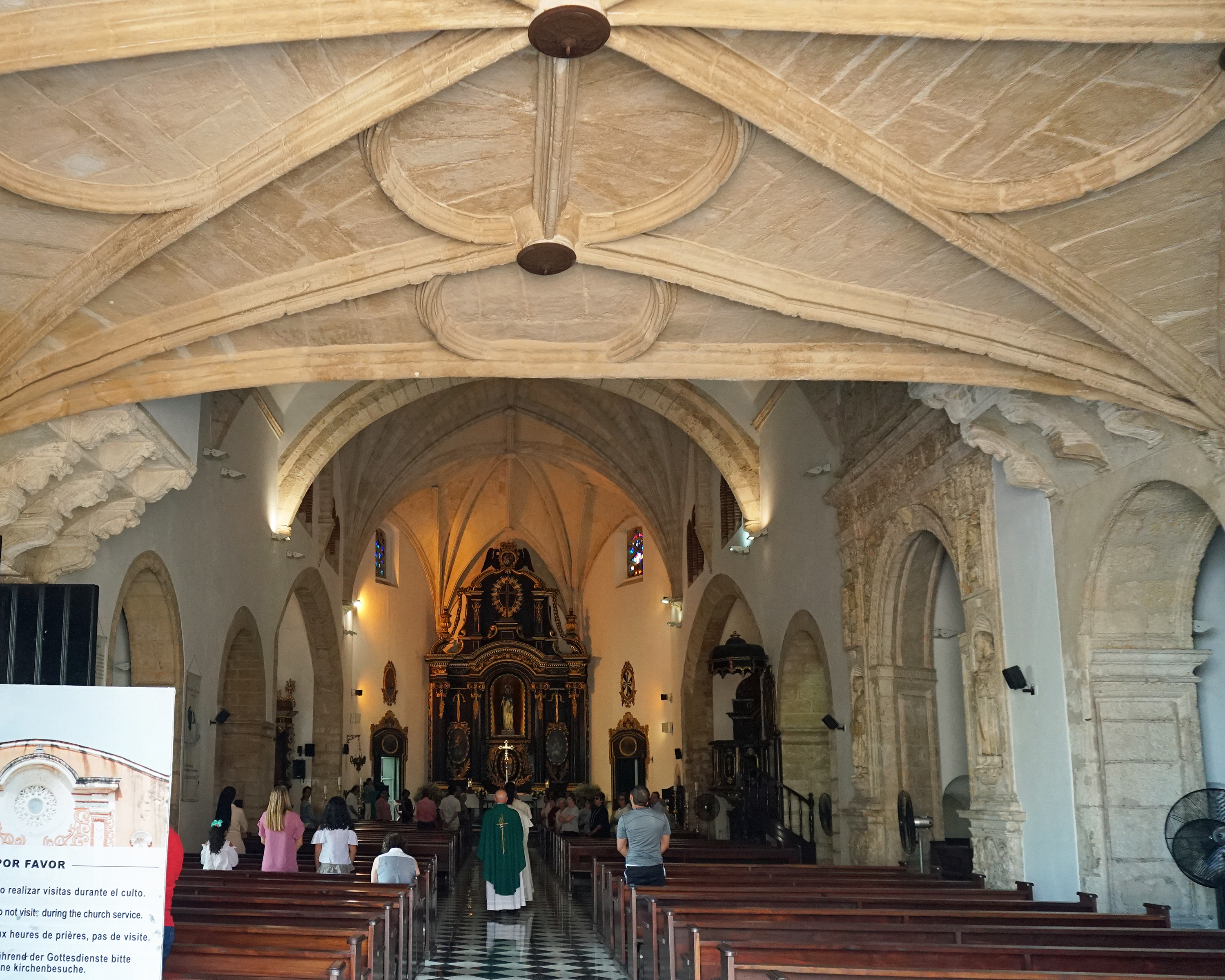
Vista general del interior de la iglesia
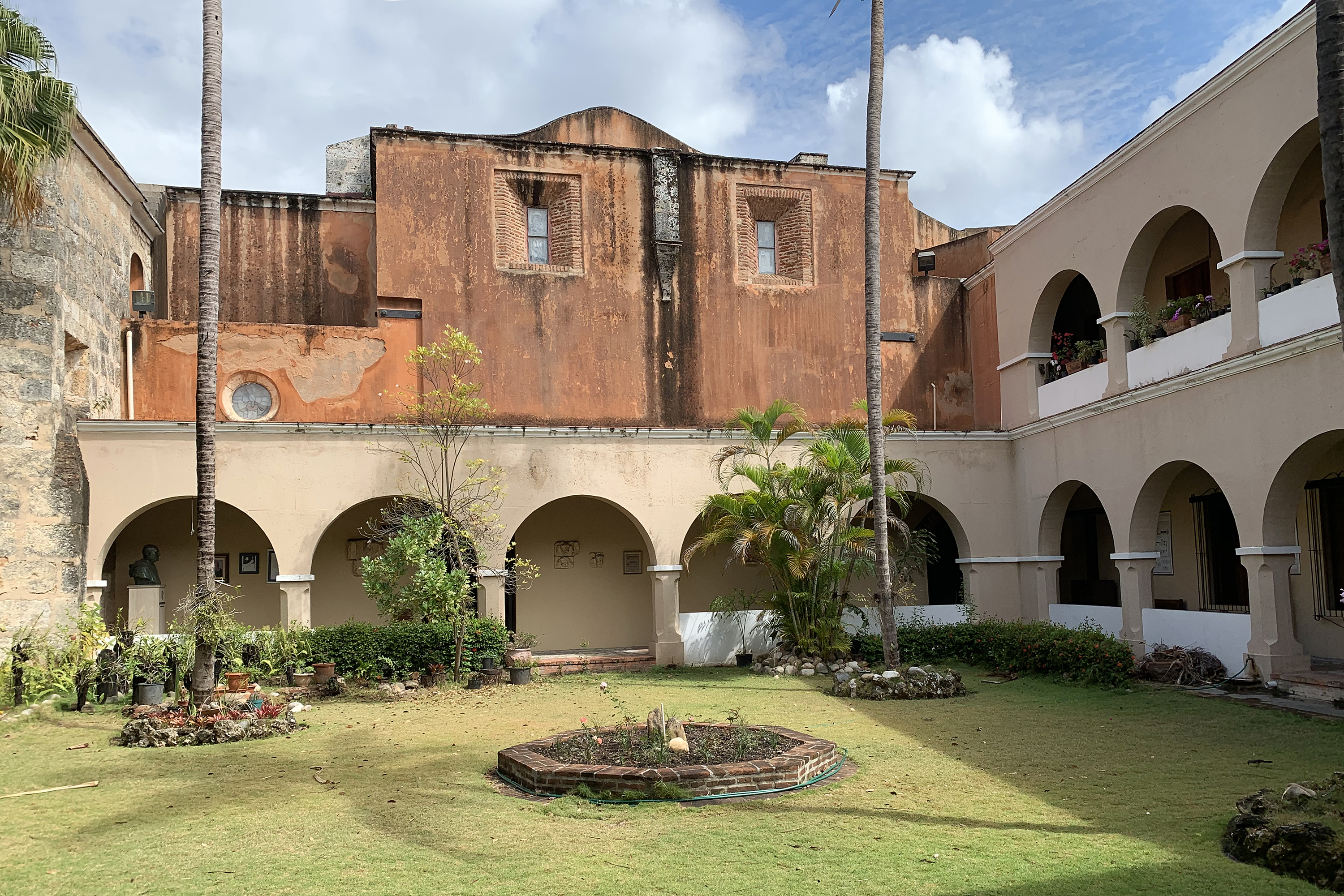
Claustro del convento